# 松本尚子
松本 尚子（まつもと なおこ、1966年 - ）は、日本の法学者。専門は西洋法制史。学位は、法学博士（ヨハン・ヴォルフガング・ゲーテ大学フランクフルト・アム・マイン）。上智大学法学部教授。法制史学会理事。

## 人物
栃木県立宇都宮女子高等学校を経て、一橋大学法学部在学中にドイツのケルン大学に留学。勝田有恒に師事し、大学卒業後、一橋大学大学院院法学研究科博士課程を経て、1997年ヨハン・ヴォルフガング・ゲーテ大学フランクフルト・アム・マインで博士（法学）の学位を取得。
日本学術振興会特別研究員、一橋大学法学部非常勤講師、北海道大学法学部講師を経て、2002年から上智大学法学部で准教授や教授を務め、神聖ローマ帝国や、近代ドイツのポリツァイ、行政、行政裁判所、裁判実務などについての研究を行う。

## 略歴
- 1991年一橋大学法学部卒業[4]
- 1993年一橋大学大学院法学研究科西洋法制史専攻修士課程修了[4]
- 1997年ヨハン・ヴォルフガング・ゲーテ大学フランクフルト・アム・マイン法学博士（Doktor Juris）[4][5]
- 1998年一橋大学大学院法学研究科西洋法制史専攻博士課程中退[4]
- 2000年日本学術振興会特別研究員[4]
- 2002年上智大学法学部助教授[4]
- 2007年上智大学法学部准教授[4]
- 2009年上智大学法学部教授[4]
- 2016年法制史学会理事[4]
- 2022年ウィーン大学法学部客員教授[5]
  - この間一橋大学非常勤講師や、早稲田大学非常勤講師も務める[4]。

## 著作

### 著書
- 『戦時体制と法学者 1931~1952』（共編著）国際書院 2016年
- 『ホイマン『ドイツ・ポリツァイ法事始』と近世末期ドイツの諸国家学』有斐閣、2016年

### 論文
- 「近代ドイツの労働法制とジェンダー」三成美保編『ジェンダーの比較法史学 : 近代法秩序の再検討』大阪大学出版会、2006年
- 「ドイツ近代労働法黎明期の労働訴訟」上智大学法学会編『変容する社会の法と理論』上智大学法学部創設五十周年記念、有斐閣、2008年
- 「交渉の場としての調停」林康史編『ネゴシエイション : 交渉の法文化』国際書院、2009年
  - 他多数